# Agrégation à la noblesse
Pour les articles homonymes, voir Agrégation.
D'une façon générale, sous l'Ancien Régime, l'agrégation signifie l'admission d'une personne ou d'une famille dans un corps constitué. L'agrégation à la noblesse consiste, pour une famille, à entrer progressivement dans le corps de la Noblesse d'une province ou d'un État.
Dans les Républiques aristocratiques d'Italie, qui sont des sociétés claniques, on trouve des familles dont la noblesse est dite d'agrégation, par agrégation à une autre famille. Elle consistait pour une famille à se faire adopter par une famille noble, par exemple à Naples à partir de 1300. Le droit positif français de l'Ancien Régime n'ayant jamais admis le principe d'adoption, pourtant courant dans le droit romain, il n'a jamais existé en France ce type de noblesse d'agrégation.
L'expression agrégation à la noblesse, qui est utilisée par des historiens contemporains comme Gustave Chaix d'Est-Ange, Philippe du Puy de Clinchamps, Benoît Defauconpret, Régis Valette, François Bluche, ... vise à décrire pour la France d'Ancien Régime un processus sociologique par lequel certaines familles non nobles s'intègrent progressivement au groupe social nobiliaire sans qu'il y ait eu d'acte d'anoblissement. Alain Texier dans son ouvrage Qu'est-ce que la noblesse ? écrit  : « Noblesse d'agrégation. Il s'agit de familles qui par leurs fonctions, leur valeur, leur mode de vie, ont réussi à s'intégrer au Second Ordre sans l'intervention du Souverain (...) ».

## Modes d'agrégation à la noblesse
Dans le royaume de France, il existait différents moyens de s'agréger à la Noblesse.

### L'hommage durant trois générations
L'hommage étant l'essence de la condition noble, trois hommages correspondent à trois générations ou à un siècle de possession de l'état noble.
Dès le haut Moyen Âge, des familles riches achètent un ou plusieurs fiefs nobles. En principe, seul un noble peut assurer le service noble, en particulier pour la guerre et le plaids, et rendre hommage pour une terre ; de ce fait, l'achat par un roturier d'un domaine noble ne porte que sur le domaine utile, le domaine éminent se trouvant automatiquement repris par le seigneur suzerain, avec paiement d'un droit de franc-fief compensant le service noble qui n'est plus rendu. Toutefois quand un roturier devenait possesseur d'une terre noble il devait payer une taxe (droit de franc-fief) et servir le roi dans l'arrière-ban (ou payer une autre taxe en cas de défaut). L'hommage est alors remplacé par une simple reconnaissance. Il était toutefois possible au suzerain de considérer le nouvel acquéreur comme noble, d'en faire son homme, et de recevoir l'hommage, ce qui revient à anoblir. Ce mode d’acquisition de la noblesse est réputé avoir pris fin lorsque les comtes et les ducs cessèrent de pouvoir armer chevalier et anoblir. C'est ainsi que, en 1579, l'Ordonnance de Blois précise que « les roturiers et non nobles, achetant fiefs nobles, ne seront pour ce anoblis, ni mis au rang et degrés des nobles, de quelque revenu et valeur que soient les fiefs par eux acquis ». Alain Texier remarque, dans un ouvrage publié en 1988 chez Tallandier, « après cette date, et dans certaines hypothèses limitatives, l'acquisition d'un fief par un roturier pouvait quand même l'anoblir ».
De son côté, Charles Loyseau est formel, il écrit en 1610 dans son Traité des ordres et simples dignitez : « Mais tant s’en faut que l’investiture de telles seigneuries données par autre que le roi à un roturier, le mette au rang de la haute noblesse, que même elle ne l’ennoblit pas, pour ce que c’est une règle infaillible qu’autre que le roi ne peut conférer la noblesse, voire quand un roturier aurait été investi d’une grande ou médiocre seigneurie relevant du roi par ses officiers des lieux ou même par la chambre des comptes, il n’est pourtant ennobli, pour ce que l’ennoblissement est un droit royal et un cas de souveraineté qui est inséparable de la personne du roi »… « Mêmement on doute fort comment il se peut faire qu’un terre & seigneurie puisse ennoblir un homme, vu que ce serait plutôt l’homme qui devrait ennoblir la terre appartenant à l’homme »… « Mais en France nous aurons toujours gardé que le roi seul ennoblit par trois façon : savoir est ou par lettres expresses d’ennoblissement ou par la collatin’est pas le fief de Dignité qui ennoblit mais le roi par sa souveraine puissance qu’il exerce en baillant les lettres de noblesse ou la provision de l’office ou l’investiture du fief »… « Ce donc qu’en France certains fiefs sont appelés nobles…c’est-à-dire que ce n’est pas pour qu’ils ayent pouvoir d’ennoblir leur possesseur, mais plutôt qu’à cause de leur propre dignités ils sont affectés aux personnes déjà nobles et ne peuvent être tenus par gens roturiers Comme à la vérité ce serait chose répugnante qu’un roturier fut seigneur d’un fief de Dignité qui importe chevalerie et haute noblesse. De sorte qu’un roturier ayant été investi par autre que le roi-même peut être poursuivi soit par le procureur du roi ou par sons seigneur de fief. »… « Toutefois en conséquence de cette répugnance, que le possesseur d’un fief de Dignité soit roturier, il y a quelque apparence de tenir que ceux qui possèdent ces fiefs (de Dignité) sont présumés nobles & qu’à ce regard ils sont en possession de la haute noblesse. Et partant que si le père et l’aïeul les ont possédez consécutivement, la noblesse désormais est comme prescrite pour leurs descendants, en conséquence du règlement des tailles de l’an 1600 ».
Au Moyen Âge, l'inféodation été l'origine de la plupart des lignages nobles, elle consistait pour un prince à donner à un homme un emploi et un revenu noble, elle était anoblissante. Par la suite, posséder noblement un fief noble, c'est-à-dire en rendre hommage dans les formes, soit pendant un siècle, soit trois générations de suite (la tierce-foi) était une preuve suffisante pour établir la noblesse d'un lignage, mais pas le fait de posséder un fief et d'en faire une simple reconnaissance ou dénombrement.
Pendant le Moyen Âge, les titulaires des grands fiefs directs, tels que les duchés de Bourgogne, de Normandie ou le comté de Provence, renouvelaient et complétaient leur noblesse en lui agrégeant des roturiers, soit en les armant chevaliers, soit en leur inféodant des terres contre hommage et service noble.

### La possession d'état centenaire
Ceux qui, à défaut de titre, prouvaient d'une possession centenaire publique, paisible, sans contestation ni procès de l'état noble, pouvaient obtenir une confirmation légale de noblesse et étaient alors réputés être nobles d'extraction, c'est-à-dire l'avoir toujours été. Cet état noble consistait dans l'hommage, le partage noble des successions, la garde noble, l'exonération de tailles, la mention de la qualité de noble dans les actes d'état civil, les charges et emplois nobles (justices, pages…), l'absence de profession dérogeante (arts mécaniques, commerce, négoce, agriculture au-delà de la réserve…). L’arrêt d’avril 1771 pourrait mettre fin à ce mode de preuve pour les commencements de noblesse postérieurs à 1715. L’arrêt de 1773, à ce sujet, rappelle en effet que les anoblis d’après 1715 « ne puissent à l’avenir être admis à faire aucune preuve de noblesse pour être reçus dans aucun ordre, corps, chapitres ou charges pour lesquels la noblesse est requise, qu’en justifiant la quittance du droit de confirmation… et ce nonobstant toutes qualifications de nobles ou d’écuyers, ou autres qualifications de noblesse qui pourraient avoir été prises par leurs auteurs, à moins qu’ils ne justifient un titre confirmatif de noblesse antérieur au 1er janvier 1715 ».

### La commensalité
La commensalité est l'acte de partager la table de quelqu'un, en l'occurrence ici du roi. Par extension, à l'époque moderne, on appelle aussi commensaux les titulaires des offices de la maison civile du roi, bien qu'ils ne soient pas réputés anoblissants. François Bluche signale qu'il pouvait également permettre une acquisition de la noblesse dans certains cas : « Il est sûr, en effet, que, par le biais de la commensalité, un certain nombre de familles ont cherché et parfois réussi à se glisser dans les rangs de la noblesse héréditaire ». « On voit assez que ces officiers [de la Maison civile du roi], pourvus du titre d'écuyer et de l'exemption du droit de francs-fiefs, ont pu se glisser parfois, et sans difficultés insurmontables, dans le corps de la noblesse. »

## Le roi se réserve le droit d'anoblir par acte souverain
Les voies d'agrégation à la noblesse sont successivement proscrites par l'Édit de Blois (art. 256) (1579), qui supprime la noblesse acquise par les fiefs, et par l'Édit de Fleury (1600), qui supprime celle acquise par les armes, le roi se réservant le droit exclusif d'anoblir par des lettres patentes, et de confirmer noble par des lettres de relief ou de confirmation.

## La recherche des usurpateurs du titre de noblesse auxXVIIeetXVIIIesiècles
Le roi Louis XIV lance les grandes enquêtes sur la noblesse afin de contraindre chaque personne faisant porter des qualifications nobiliaires sur des actes officiels (typiquement notariés) ou portant des signes de noblesse, à faire les preuves du principe de sa noblesse typiquement au moyen d'actes de filiation authentiques.
« Pour enrayer le phénomène d'autopromotion des nobles par usurpation, contraire au principe selon lequel en France, « toute noblesse vient du roi », et préjudiciable au trésor royal, Louis XIV assisté de Colbert fit procéder aux premières « grandes recherches de noblesse ». Il ordonna que pour distinguer les usurpateurs, il soit fait « Un catalogue contenant les noms, surnoms, armes et demeures des véritables gentilshommes pour être registrés dans les bailliages et y avoir recours à l'avenir » (arrêt du 22 mars 1666). Ce catalogue n'a jamais vu le jour, mais un immense travail fut accompli pendant plus de trois ans dans différents régions qui passèrent au crible les titres de noblesse de ceux qui jouissaient des privilèges réservés aux nobles… Des usurpateurs reprirent ensuite leurs titres. »
« Quoi qu'il en soit, cette recherche des usurpateurs prouve que le processus d'agrégation par la vie noble continue, malgré condamnations et amendes, à bien fonctionner, permettant le renouvellement indispensable à tout corps, quel qu'il soit. Du strict point de vue nobiliaire, les descendants des maintenus devront continuer à vivre noblement près d'un siècle et ceux des condamnés auront la même période pour réussir leur anoblissement, agrégation ou usurpation, mais ceci est une autre histoire. »
Régis Valette écrit : « Ceux qui passaient avec succès ce redoutable examen étaient maintenus dans leur noblesse, ceux qui échouaient étaient condamnés à l'amende comme usurpateurs et, perdant leurs privilèges, grossissaient les rangs des roturiers. Bien des familles viennent d'un de ces usurpateurs mais, au vrai, ce vocabulaire sévère était surtout destiné à intimider les familles récemment agrégées à la noblesse. »

## Déclarations de 1699, 1714, 1717 qui admettent la prescription acquisitive avec une possession centenaire
À compter de la déclaration de Louis XIV, en date du 8 décembre 1699, le port du qualificatif d'écuyer ou de chevalier pendant trois générations successives, ou une possession centenaire sans contestation ou procès, sont à nouveau admis comme preuve de noblesse auprès des juridictions compétentes en matière de maintenue de noblesse.
De même, les déclarations de Louis XV, en date du 16 janvier 1714 et 7 octobre 1717, admettent la prescription acquisitive par une possession de l'état noble, avec le port du qualificatif d'écuyer ou de chevalier de façon publique, continue, non équivoque, et paisible, c'est-à-dire sans interruption, contestations ou procès, pendant cent ans ou trois générations,.
Pour obtenir cette noblesse par prescription acquisitive, il fallait comme en matière immobilière, d'une part que cette possession ne soit pas contraires aux titres, d'autre part qu'elle soit « continue, paisible, non équivoque », et enfin qu'elle dure cent ans ou trois générations. Paisible voulant dire sans contestation ni procès. Une condamnation pour usurpation était à la fois une interruption de la prescription et un titre contraire.

## Noblesse d'apparence et nobles authentiques en 1789
En 1789 les non-nobles vivant noblement n'en était pas moins des roturiers tant qu'ils ne pouvaient prouver une noblesse authentique reconnue ou accordée par le roi.
Les assemblées de la noblesse tenues en 1789 sont une source pour une évaluation du nombre de nobles à la fin de l'Ancien Régime, mais les convocations ne s'adressèrent pas qu'à des nobles.
Des non-nobles ont été convoqués en raison de l'acquisition de fiefs figurant au rôle de ceux qui devaient un service au ban de la province, bien que le plus souvent ils s'en soient trouvés exemptés en payant le droit de franc-fief. Régis Valette rapporte que les non nobles auraient représenté de 10 à 20 % de ces assemblées. D'après Eugène de Barrau des familles bourgeoises vivant noblement ont voté avec les familles nobles dans ces assemblées.
La convocation aux États d'un non-noble en raison de sa possession d'un fief ne lui créait aucun titre pour y être admis. « Il lui appartenait de prouver aux commissaires chargés de la vérification des pouvoirs qu’il avait la noblesse acquise et transmissible ». « L’assignation qui visait la possession de fiefs nobles n'était en la circonstance d’aucune valeur. C’était pour le pouvoir royal un moyen de marquer son respect de toutes les formes de la propriété telle qu’on l’entendait alors. »
« l’assignation, la comparution, le vote, l’élection étaient choses distinctes ».
« Il y avait des personnes qui sans être véritablement nobles, sans posséder la noblesse acquise et transmissible, étaient cependant selon l’usage courant ou selon leurs prétentions “des sortes de nobles” ayant quelques-uns des privilèges de la noblesse ayant une partie de la noblesse sans l’avoir tout entière légalement. Mais il n’y avait de nobles en 1789 que ceux qui possédaient la noblesse transmissible et en tenaient le titre du roi. »
L'Assemblée de notables tenue à Versailles en 1788 et le Garde des Sceaux indiquèrent clairement que les non-nobles quoique possédant des fiefs nobles, n'étaient pas autorisés à siéger et à voter dans l'assemblée de la noblesse, s'ils ne pouvaient prouver une noblesse légale acquise et transmissible,.

## Les définitions de l'agrégation à la noblesse par des auteurs contemporains
Alain Texier dans Qu'est-ce que la noblesse écrit : « Noblesse d'agrégation. Il s'agit de familles qui par leurs fonctions, leur valeur, leur mode de vie, ont réussi à s'intégrer au Second Ordre sans l'intervention du Souverain, (...) ».
Il est cependant difficile de distinguer les situations normales où il y a constatation d'une possession d'état noble de celles où il y a reconnaissance d'une qualité usurpée et prescrite. C'est pourquoi Philippe Sueur écrit dans Histoire du droit français que « L’agrégation à la noblesse est un phénomène étroitement lié à celui de la fausse noblesse, car elle concerne les personnes chez qui le fondement de la noblesse est tout aussi douteux, mais qui par leur mode de vie et la prise de titre nobiliaires dans les actes établis par le pouvoir royal ont réussi à imposer leurs prétentions nobiliaires. ». « C'était un mode fondé sur l'usurpation de noblesse, consolidée par le temps », écrit-il également. Un dictionnaire publié en 1842 écrit que « Les roturiers pouvaient sortir de leur état par une usurpation des titres et des privilèges de la noblesse pendant un laps de cent années sans réclamation de la part du ministère public ».
Lucien Bély dans La France moderne 1498-1789 écrit : « En général, elle [la noblesse] était essentiellement associée à un mode de vie, et la noblesse était d'abord une reconnaissance sociale : était noble celui qui vivait noblement et était reconnu comme tel ».
Dans l'ouvrage Société du grand armorial de France « Le Second ordre » il est écrit que l'agrégation d'une famille à la noblesse n'était effective que quand une famille était parvenue à faire reconnaître officiellement sa noblesse, et Guy Chaussinand-Nogaret dans La noblesse au XVIIIe siècle : de la féodalité aux Lumières écrit « Les confirmations, maintenues et reconnaissances de noblesse sont souvent aussi de véritables anoblissements. ».
« Pendant des siècles, écrit Benoît Defauconpret, le second ordre avait été dans les faits très largement autonome, ses membres tirant pour l'essentiel leur qualité de la reconnaissance par leurs pairs, le recrutement se faisant surtout par agrégation, hors donc du champ du pouvoir du souverain. » Et il ajoute : « en consultant le simple bon sens, de qui d'ailleurs les familles d'extraction peuvent-elles descendre, sinon de roturiers agrégés à la noblesse à une époque plus ou moins reculée ? ».
Philippe du Puy de Clinchamps écrit : « Dans les premiers temps des monarchies européennes, l'agrégation fut le seul mode de recrutement de la noblesse. (...). La volonté du pouvoir central de contrôler étroitement le renouvellement de la noblesse, le souci du fisc d'empêcher que de faux privilégiés échappent à ses collecteurs d'impôts rendirent de règne en règne l'agrégation des roturiers à la noblesse de plus en plus difficile. Cependant, et jusqu'à la fin de la monarchie capétienne, on vit des races parvenir au deuxième ordre par ce chemin long et périlleux (...) ».
Pierre-Gabriel de La Guette et Marc Déceneux écrivent que dès le Moyen Âge la principale possibilité offerte aux bourgeois est d'acquérir une terre noble et par là de « vivre noblement ». 
Jean Vignau écrit que dès le Moyen Âge des serviteurs proches des grands nobles mais aussi des familles de marchands enrichis par le commerce acquièrent la noblesse en rendant hommage de leurs terres durant trois générations successives. 
Arlette Jouanna et Ellery Schalk décrivent comment des roturiers par leur mode de vie s'intégraient, sans anoblissement, à la noblesse.

## Pour approfondir